# George Meader
George Meader (ur. 13 września 1907, zm. 15 października 1994) – amerykański polityk, związany z Partią Republikańską.
W latach 1951–1965 przez siedem dwuletnich kadencji Kongresu Stanów Zjednoczonych był przedstawicielem drugiego okręgu wyborczego w stanie Michigan w Izbie Reprezentantów Stanów Zjednoczonych.